# Laura Cesarco Eglin
Laura Cesarco Eglin (Montevideo, 4 de agosto de 1976) es una poeta y traductora uruguaya.

## Biografía
Laura Cesarco nació en Montevideo. Fue profesora del departamento de Español y Portugués de la Universidad de Colorado en Boulder y en la actualidad es profesora de creación literaria en la Universidad de Houston-Downtown. Es co-fundadora y editora de la editorial Veliz Books. Traduce del español, inglés, portuñol y gallego.

## Obra

### Poesía
- Llamar al agua por su nombre (Mouthfeel, 2010).
- Sastrería (Yaugurú, 2011).
- Time/Tempo: The Idea of Breath (PRESS 254).
- Los brazos del saguaro (Yaugurú, 2013).
- Volver en tinta/Reborn in Ink (The Word Works, 2019).
- Life, One Not Attached to Conditionals (Thirty West Publishing House, 2020).

### Traducción
- Of Death. Minimal Odes, de Hilda Hilst (co•im•press, 2018).
- Night in the North de Fabián Severo (Eulalia Books, 2020).
- claus and the scorpion, de Lara Dopazo Ruibal (co•im•press, 2022).